# TCDD E43000 sorozat
A TCDD E43000 sorozat egy török 25 kV 50 Hz váltakozó áramú, Bo'Bo'Bo' tengelyelrendezésű villamosmozdony-sorozat. A TCDD üzemelteti. 1 példányt a Toshiba, a többi 44 darabot a Tülomsaş gyártotta.